# 657 Гунльод
657 Гунльод (657 Gunlöd) — астероїд головного поясу, відкритий 23 січня 1908 року.
Тіссеранів параметр щодо Юпітера — 3,379.